# Бонгарц, Хайнц
Хайнц Бонгарц (нем. Heinz Bongartz; 31 июля 1894, Крефельд — 2 мая 1978, Дрезден) — немецкий дирижёр и композитор.

## Биография
Родился 31 июля 1894 года в Крефельде, где и учился музыке в 1908—1914 годах у Элли Ней, Отто Найтцеля и Фрица Штайнбаха.
Начал карьеру в 1919 году как хоровой дирижёр. В 1923 году стал руководить Мёнхенгладбахским оперным театром. В 1924—1926 годах сотрудничал с берлинским оркестром Концертхауса. Затем некоторое время работал в Майнингене (1927—1930), Готе (1930—1933) и Касселе (1931—1937) и Саарбрюккене (1939—1944).
6 марта 1941 года подал заявление о приеме в НСДАП и был принят 1 апреля того же года (членский номер 8 744 959).
В 1946—1947 годах Бонгарц преподавал в Лейпцигской высшей школе музыки и театра. С 1947 по 1963 год был главным дирижёром и художественным руководителем Дрезденского филармонического оркестра. В репертуар дирижёра входила преимущественно музыка современных композиторов, таких как Пауль Хиндемит. В то же время заслужили признания его интерпретации музыки Брамса и Брукнера. Сохранились осуществлённые дирижёром аудиозаписи музыки Бетховена, Брамса, Хиндемита и Регера. Среди редких записей — Первая симфония С. В. Рахманинова. 
Бонгартц был членом Саксонского Ландтага с 1950 по 1952 год.
В 1969 году он стал членом-корреспондентом Берлинской академии искусств (Восток).
Музыкальное наследие Хайнца Бонгарца хранится в музыкальном отделе Саксонской государственной библиотеки — государственной и университетской библиотеки Дрездена.
Был женат на оперной певице Шарлотте Якоби (1905—1999) и имел двоих детей.
Умер в Дрездене 2 мая 1978 года. Похоронен на кладбище Лошвиц.

## Сочинения
- Две сюиты для оркестра (1940 и 1949)
- Фантазия и фуга на тему Моцарта (1942)
- «Японская весна» для сопрано и симфонического оркестра (1943)
- Бурлеска и скерцо (1957)
- Родина или смерть (Patria o muerte, 1961)
- Симфония (1964)
- Рембрандт-сюита (1967)